# Осетинская пешая бригада
Осетинская пешая бригада — туземное (национальное) пехотное соединение Русской императорской армии во времена Первой мировой войны.

## История
Сформирована в январе 1917 года согласно приказу начальника штаба Верховного Главнокомандующего генерала от инфантерии Алексеева 18 июля 1916 года в слободе Воздвиженской у г. Грозного на базе Терского казачьего войска. Личный состав набирался из осетин, главным образом, проживавших в селениях Дигорского и Алагирского ущелий. Офицерский и унтер-офицерский состав бригады, а также личный состав специальных команд (сапёрной, связной и пулемётной) комплектовался кадрами Терского и Кубанского казачьих войск.
После Февральской революции бригаду покинула большая часть штабных чинов, 150 человек из команды связи и казачьего кадра (всего 2400 человек). В результате бригада в начале апреля 1917 года прибыла на Юго-Западный фронт в небоеспособном состоянию. Бригаду начали оперативно приводить в боеспособное состояние путём перевода офицеров-осетин из других частей армии. До 1 июня 1917 г. бригада находилась в г. Котюжинске в резерве фронта, затем была переведена в Галицию в резерв 8-й армии, а в середине июня заняла позиции в Карпатских лесах. В это время бригаду покинули и были заменены осетинами последние офицеры-казаки.
18 июня бригада участвовала в наступлении 8-й армии и вела бои у деревни Хута, у высот 1808, 1817. Во время отступления из Карпат бригада участвовала в боях у Надворной, у Роводеште, Боян, Новеселиц и Липкан. В конце июля бригада была выведена в резерв 8-й армии, а в сентябре присоединена к Кавказскому туземному корпусу и возвращена в Терскую область. 21 февраля 1918 года приказом по корпусу бригада была расформирована и к концу мая перестала существовать.

## Состав
- 1-й Осетинский пластунский батальон
- 2-й Осетинский пластунский батальон
- 3-й Осетинский пластунский батальон
- 4-й Осетинский пластунский батальон
- Пулемётная команда
- Связная команда
- Сапёрная команда

## Командиры бригады
- 18.07.1916-хх.хх.1917 — генерал-майор князь Чиковани, Виссарион Павлович
- 1917 — временно подполковник Такоев, Фёдор-Фацбай Кузигусович
- 14.06.1917-21.02.1918 — полковник Баев, Алексей Васильевич

## Начальники штаба бригады
- 21.06.1917—20.09.1917 — полковник Татонов, Георгий Петрович